# Embargo al armelor
Un embargo al armelor face referire la un embargo destinat oricărei forme de armă sau bun cu uz dublu, destinat unui stat, de obicei în vreme de război.